# 一人控制
一人控制，或稱一人服務，簡單而言即是巴士或鐵路列車，全車只有司機一人操作，並兼負開關車門、售票、剪票或收票等工作，並沒有另外雇用售票員或車長隨車。在中国大陸也可稱為无人售票或准无人售票。而有专人售票的被称为有人售票。

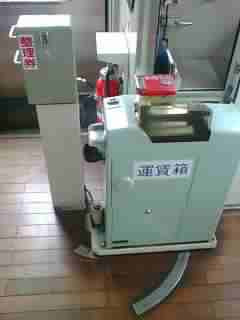
在日本，搭乘一人服務的公車與火車時，要先抽一張「整理券」作為上車站的證明。下車時，將整理券與車資投入「運賃箱」內。

此类制度的主要目的，是节约人力成本。

## 香港

### 巴士
自1971年起，香港的巴士陸續推行一人控制，由以往售票員賣票，改為在司機位置前設置錢箱，乘客上車入錢不設找續。自1997年9月1日八達通面世後，錢箱旁又陸續加裝八達通閱讀機，使用八达通的乘客不必攜帶輔幣。

### 鐵路列車
地鐵（兩鐵合併後稱為港鐵）從1979年10月1日修正早期系統觀塘線通車開始，以及荃灣線、港島線、東涌線、機場快線、將軍澳線啟用，列車便實施一人控制（迪士尼線，以及南港島綫使用無人駕駛系統，但車上有大使解答乘客問題）。前九鐵路線方面，港鐵東鐵線（前稱九廣東鐵）於1990年代開始，屯馬綫（前稱九廣西鐵、馬鞍山鐵路），所有輕鐵路線由通車開始，實施一人控制（在2019年下半年因應反修例運動期間導致多處設施破壞，而需最少兩人控制）。列車駕駛（香港人稱之為列車車長）負責駕駛列車，監察列車運行狀況，以及確保列車行車時乘客安全等任務。不過， 由於列車駕駛是車上唯一的操作人員，行車時不能離開駕駛室處理意外，如果列車發生事故（例如乘客不適、火警等），往往需要駛至最近的車站才有職員處理（如2004年荃灣線列車縱火事故），對乘客的生命安全構成負面影響。
乘客乘搭列車時先要在車站購票、使用八達通或掃瞄車票二維碼進入付費區域，才能上車，列車不設任何購票設施及售票員。不過，東鐵線乘客如果需要乘搭頭等車廂，除了購買頭等車票、入閘前先將車票二維碼設定為頭等才掃瞄二維碼或使用八達通在車站頭等核准機拍卡確認外，使用八達通也可以利用車廂連結處（羅湖／落馬洲方向第3至4卡，第4至5卡，金鐘方向第5至6卡，第6至7卡）外的頭等核准機拍卡進入。頭等車廂及輕鐵列車沒有長駐的稽查（查票員），但港鐵公司會經常派遣查票組突擊巡查重鐵及機場快線車站閘機附近範圍、輕鐵月台及車廂內、以及東鐵線頭等車廂內打擊逃票乘客，違例者會被罰款HK$1,000（輕鐵為HK$370）或被檢控。

### 電車
1970年代前，電車分上下兩層售票，每車連司機共有三名職員。自1976年起引入電子錢箱，並於1982年淘汰全數售票員，改為下車入錢，由司機一人控制。

## 澳門
澳門的新福利於1989年年初完全取消巴士沽票服務，改為一人操作，率先在澳門將有人售票的營運模式改變為乘客自動投幣的無人售票營運模式。

## 中国内地

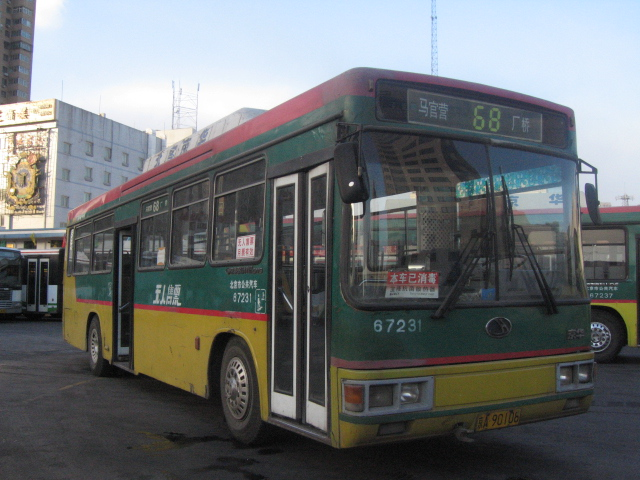
2005年，在车身上显著标明“无人售票”的北京公交68路

1992年11月23日，深圳公交10路和203路开始试行无人售票制度，成为中国内地首例无人售票案例。1993年，广州市开始实施无人售票，应用在202号路线上，这种无人售票的方式一直实施到现在。之后也逐渐推广到中国内地其他城市，例如北京市于1994年8月开始。在无人售票巴士出现之前，还出现了巴士售票员在到站时拍车身来吸引乘客上车的情况，不过无人售票巴士出现之后就消失了。